# Parotocinclus
Parotocinclus és un gènere de peixos de la família dels loricàrids i de l'ordre dels siluriformes.

## Distribució geogràfica
Es troba a Guaiana, Surinam i Brasil, incloent-hi el riu São Francisco.

## Taxonomia
- Parotocinclus amazonensis (Garavello, 1977)
- Parotocinclus aripuanensis (Garavello, 1988)
- Parotocinclus bahiensis (Miranda Ribeiro, 1918)
- Parotocinclus bidentatus (Gauger & Buckup, 2005)[3]
- Parotocinclus britskii (Boeseman, 1974)
- Parotocinclus cearensis (Garavello, 1977)
- Parotocinclus cesarpintoi (Miranda Ribeiro, 1939)
- Parotocinclus collinsae (Schmidt & Ferraris, 1985)
- Parotocinclus cristatus (Garavello, 1977)
- Parotocinclus doceanus (Miranda Ribeiro, 1918)
- Parotocinclus eppleyi (Schaefer & Provenzano R., 1993)
- Parotocinclus haroldoi (Garavello, 1988)
- Parotocinclus jimi (Garavello, 1977)
- Parotocinclus jumbo (Britski & Garavello, 2002)[4]
- Parotocinclus longirostris (Garavello, 1988)
- Parotocinclus maculicauda (Steindachner, 1877)
- Parotocinclus minutus (Garavello, 1977)
- Parotocinclus muriaensis (Gauger & Buckup, 2005)[3]
- Parotocinclus planicauda (Garavello & Britski, 2003)[5]
- Parotocinclus polyochrus (Schaefer, 1988)
- Parotocinclus prata (Ribeiro, Melo & Pereira, 2002)[6]
- Parotocinclus spilosoma (Fowler, 1941)
- Parotocinclus spilurus (Fowler, 1941)[7][8][9][10][11][12]